# Grotenhuis
Grotenhuis was een havezate gelegen in de Twentse buurschap Hertme dat deel uitmaakte van het richterambt Borne, thans de gemeente Borne. De huisplaats lag even ten zuiden van het huidige dorp Hertme.
In het kerspel Borne waren slechts twee havezaten, Weleveld en Grotenhuis. Wegens Grotenhuis werd sinds de zeventiende eeuw echter niemand meer verschreven in de Overijsselse Ridderschap, omdat de eigenaren rooms-katholiek waren.
Grotenhuis wordt het eerst vermeld in 1437 wanneer Sweder van Averhagen de tienden over het erve Groethues in leen ontvangt van de heer van Almelo. De havezate bleef lange tijd in bezit van de familie Van Averhagen tot het overlijden van Chistoffel van Averhagen in of kort voor 1600. Dan wordt het gezamenlijk bezit van zijn dochters Lansberga en Anna en hun respectievelijke echtgenoten Johan Mulert tot Voorst en Herman van Twickelo tot Borgbeuningen. Na een langdurig proces over het bezit, werd Adriaan Averhagen van Twickelo eigenaar. Hij droeg het Grotenhuis in 1650 echter over aan zijn neef Johan Mulert tot Voorst en diens vrouw Aleid van Keppel.
Na het overlijden van Mulert erfde zijn jongste zoon Geert Derk de havezate Grotenhuis, waar hij zelf ging wonen. Zijn zoon Johan Willem Mulert verkocht het in 1718 aan Anna Elisabeth Schele. Haar erfgenamen waren genoodzaakt de havezate, weinig meer dan een boerderij, te verkopen. De aankoper, de pachter Berend Groothuis, overleed in 1740, waarna in 1757 zijn nagelaten goederen gerechtelijk werden verkocht aan Hendrik Hulshof. Via zijn zoon Gerrit Hulshof kwam het in eigendom van zijn kleindochter Trijntje Hulshof en haar man Jan Anthonij ter Horst. Hun kleindochter Gerritdiena, getrouwd met Anthonij Warnaars, erfde de boerderij Grotenhuis, die zij in 1907 lieten veilen. Sinds dat jaar is het Grotenhuis in bezit van de familie Meijer.